# Порт-Тобакко-Виллидж (Меріленд)
Порт-Тобакко-Виллидж (англ. Port Tobacco Village) — місто (англ. town) в США, в окрузі Чарлз штату Меріленд. Населення — 18 осіб (2020).

## Географія
Порт-Тобакко-Виллидж розташований за координатами 38°30′39″ пн. ш. 77°1′10″ зх. д. / 38.51083° пн. ш. 77.01944° зх. д. (38.510741, -77.019511).  За даними Бюро перепису населення США в 2010 році місто мало площу 0,41 км², з яких 0,40 км² — суходіл та 0,00 км² — водойми.

## Демографія
Згідно з переписом 2010 року, у місті мешкало 13 осіб у 7 домогосподарствах у складі 5 родин. Густота населення становила 32 особи/км².  Було 7 помешкань (17/км²).
Расовий склад населення:
| - 84,6 % — білих - 7,7 % — чорних або афроамериканців |

До двох чи більше рас належало 7,7 %. Частка іспаномовних становила 0,0 % від усіх жителів.
За віковим діапазоном населення розподілялося таким чином: 7,7 % — особи молодші 18 років, 46,1 % — особи у віці 18—64 років, 46,2 % — особи у віці 65 років та старші. Медіана віку мешканця становила 64,5 року. На 100 осіб жіночої статі у місті припадало 85,7 чоловіків;  на 100 жінок у віці від 18 років та старших — 71,4 чоловіків також старших 18 років.

Цивільне працевлаштоване населення становило 0 осіб. 